# Dr. Rajkumar Award
Dr. Rajkumar Award – nagroda filmowa przyznawana przez rząd Karnataki za zasługi dla przemysłu filmowego w języku kannada.
Upamiętnia aktora Rajkumara (1929–2006). Wręczana jest razem z nagrodami Karnataka State Film Awards, jako jedna z nagród specjalnych. Jej zdobywca otrzymuje gratyfikację w wysokości 200 tys. INR oraz złoty medal. Wśród laureatów można znaleźć między innymi Jayanthi, Vishnuvardhana (2008) i Hamsalekha.